# 橋本利一
橋本利一（はしもと としかず、1921年3月 - ）は日本の通商産業官僚。
資源エネルギー庁長官、通商産業審議官、三菱電機副社長、石油公団総裁、新エネルギー財団会長などを務めた。

## 来歴
大阪府出身。東京大学法学部卒業。高等試験行政科に合格し、1947年12月 商工省に入省。石炭局兼総務局に配属し、石炭局で石炭合理化事業法の立案作業に携わった。
通商産業省企業局企業第一課長、大臣官房秘書課長を経て、1972年7月 企業局次長。
1973年7月 生活産業局長。1974年11月 通商政策局長。1976年7月27日 資源エネルギー庁長官。1978年6月20日 通商産業審議官。1979年8月29日 退官。
1980年10月に三菱電機顧問。1985年6月 同社取締役副社長。1987年5月 石油公団総裁。1991年8月 新エネルギー財団会長。